# Volta a Llombardia 1971
La Volta a Llombardia 1971 fou la 65a edició de la clàssica ciclista Volta a Llombardia. La cursa es va disputar el diumenge 9 d'octubre de 1971, sobre un recorregut de 266 km. El vencedor final fou el belga Eddy Merckx (Molteni-Arcore), que s'imposà en solitari i amb més de tres minuts sobre Franco Bitossi (Filotex) i Frans Verbeeck (Watney-Avia).

## Classificació general
|    | Ciclista           | Equip               | Temps      |
| -- | ------------------ | ------------------- | ---------- |
| 1  | Eddy Merckx        | Molteni-Arcore      | 6h 47' 54" |
| 2  | Franco Bitossi     | Filotex             | + 3' 31"   |
| 3  | Frans Verbeeck     | Watney-Avia         | + 3' 33"   |
| 4  | Antoine Houbrechts | Salvarani           | m. t.      |
| 5  | Georges Pintens    | Hertekamp-Magniflex | m. t.      |
| 6  | Enrico Maggioni    | Cosatto             | m. t.      |
| 7  | Italo Zilioli      | Ferretti            | + 3' 47"   |
| 8  | Roger De Vlaeminck | Mars-Flandria       | + 3' 49"   |
| 9  | Felice Gimondi     | Salvarani           | m. t.      |
| 10 | Giancarlo Polidori | Scic                | m. t.      |